# جائزة أبل للتصميم
جوائز آبل للتصميم (بالإنجليزية: Apple Design Awards)‏ حدث تستضيفه شركة آبل، في مؤتمرها السنوي للمطورين حول العالم، الغرض من هذا الحدث هو التعرف على أفضل برامج وأجهزة ماكنتوش وآي أو إس وأكثرها ابتكارًا التي أنتجها مطورون مستقلون، بالإضافة إلى أفضل الاستخدامات وأكثرها إبداعًا لمنتجات أبل، يتم منح جوائز آبل للتصميم في فئات تختلف كل عام، يتم تقديم الجوائز سنويًا منذ عام 1997، خلال أول عامين من وجودها، عُرفت باسم "جوائز التميز في تصميم واجهة الإنسان"

## التاريخ المبكر
منذ عام 2003، حملت الجائزة المادية الممنوحة لمن تم تكريمهم في حفل توزيع الجوائز شعار آبل الذي يتوهج عند لمسه، الكأس عبارة عن مكعب من الألمنيوم بطول 3.9 بوصة (9.9 سم) ويزن 55.5 أونصة (1.57 كجم). تم تصميمها وبنائها بواسطة Sparkfactor Design.